# The Pratchett Portfolio
 The Pratchett Portfolio ' (Портфолио Пратчетта) — небольшой сборник иллюстраций Пола Кидби к книгам серии Плоского мира Терри Пратчетта. На русском языке ещё не издавался.
30-страничное портфолио содержит 6 полностраничных цветных и более 50 черно-белых иллюстраций, среди которых портреты известных персонажей, таких как Ринсвинд, Сэмюэль Ваймс, Коэн-Варвар, Матушка Ветровоск, Смерть, Детрит и другие. Иллюстрации сопровождаются комментариями Терри Пратчетта.